# Jean-Baptiste Henry Collin de Sussy
Pour les articles homonymes, voir Collin.
Jean-Baptiste Henri Collin de Sussy 2e comte de Sussy (24 mars 1776 - 17 avril 1837) est un homme politique française.

## Biographie

### Vie privée
Fils aîné de Jean-Baptiste Collin de Sussy (1750-1826), directeur général des douanes puis ministre des Manufactures et du Commerce de Napoléon Ier, et de sa femme, Louise Millot, 

### Vie publique

#### Révolution française
Il fait les campagnes des armées des Alpes et d'Italie en qualité d'ingénieur attaché à l'état-major.

#### ConsulatetPremier Empire
Il entra dans l'administration des douanes après la paix de Lunéville (1801) et fut inspecteur général en Belgique, d'où il fut rappelé en 1804 pour concourir à l'organisation des contributions indirectes. Il fut nommé administrateur des contributions indirectes et confirmé dans cette fonction sous la Restauration le 6 décembre 1814 tout en étant parallèlement maître des requêtes au Conseil d'État. En 1817, il fait l'acquisition auprès de la veuve de Claude Ambroise Régnier, duc de Massa du château du Plessis-Piquet auquel il n'apporta aucune modification, mais fit l'acquisition d'une bande de terrain qui s'étend entre le mur de la terrasse et le bord de la route, préservant ainsi un des plus beaux sites panoramiques du département

#### Restauration
Le 3 janvier 1827, il fut admis à siéger à la Chambre des pairs par droit héréditaire en remplacement de son père décédé, et prit place parmi les modérés. 

#### Monarchie de Juillet
Le 30 juillet 1830, il fut chargé par la Chambre des pairs de porter à l'Hôtel de ville et à la Chambre des députés le retrait des ordonnances de Saint-Cloud que le duc de Mortemart avait obtenu de Charles X. Au Palais Bourbon, il se heurta au refus formel de Laffitte de le recevoir. À l'Hôtel de ville, La Fayette le reçut aimablement mais se montra fort embarrassé lorsque le comte de Sussy prétendit lui notifier le retrait des ordonnances : « Que voulez-vous que nous fassions de cela ? », lui demanda-t-il, et comme le pair insistait, il ajouta : « C'est fini des Bourbons, il faut vous résigner. » Pour prouver ses dires, La Fayette donna lecture des ordonnances, et celles-ci furent accueillies par des huées. Le comte de Sussy, qui tenait à obtenir un accusé de réception, se rendit alors auprès de la commission municipale, où Audry de Puyraveau ne voulut rien entendre. Il retrouva La Fayette seul dans son cabinet, et finit par obtenir de lui une note ambiguë accusant réception des documents. 
Le comte de Sussy siégea à la Chambre des pairs jusqu'à sa mort, après avoir prêté serment à la monarchie de Juillet.
Le 15 janvier 1831, il est colonel de la 11e légion de la garde nationale de Paris. Il est en 1833 le créateur du Musée de la Monnaie de Paris inauguré par le roi Louis-Philippe Ier le 8 novembre 1833.
Il meurt le 17 avril 1837 et est enterré au cimetière du Père-Lachaise (35e division),.

## Famille
Il épouse, le 7 avril 1804, Victorine Baptistine Muraire (1790-1861), fille de Honoré Muraire, 1er comte Muraire et de Louise-Élisabeth Michel du Bouchet. Ils ont deux enfants.
- Jean-Baptiste Honoré Louis Henri Collin de Sussy, 3e comte de Sussy (1806 - 5 juillet 1853), célibataire, sans enfants ;
- Élisabeth Fortunée Baptistine Collin de Sussy (17 mai 1807 - 25 mai 1875) épouse Joseph Liberté Fouché d'Otrante, 2e duc d'Otrante (22 juillet 1796 - 31 décembre 1862), sans descendance.

Ils divorcent avant 1838.

## Distinctions

### Décorations françaises
- Commandeur de la Légion d'honneur (décret du 15 janvier 1831)[8].
  -  Officier de la Légion d'honneur (décret du 16 décembre 1827)
  -  Chevalier de la Légion d'honneur (décret du 4 février 1815)